# Фортинбрас
Фортинбрас (англ. Fortinbras) — персонаж трагедии Уильяма Шекспира «Гамлет», наследный принц Норвегии.
В пьесе есть также упоминание о другом Фортинбрасе, отце наследного принца Фортинбраса. В первом акте, сцена 1, Горацио рассказывает о битве между королём Дании (отцом Гамлета) и королём Норвегии (Фортинбрасом). В той битве король Фортинбрас был убит.

## Сюжет
Фортинбрас появляется всего лишь в двух коротких сценах во второй половине пьесы. Однако, о нём упоминается на всём её протяжении. Король Клавдий отправляет послов в Норвегию, чтобы они предотвратили норвежское вторжение в Датское королевство. Послы вернулись с известиями, что Норвегия нападет на Польшу, а не на Данию.
В самом конце пьесы, когда большинство главных героев (кроме Горацио) мертвы, Фортинбрас вместе с армией и с послами из Англии входит в город.
Поскольку представителей правящей семьи больше нет, Фортинбрас, являющийся их дальним родственником, предъявляет права на царствование. Таким образом, норвежский принц Фортинбрас должен стать властителем Дании.

## Исторические аналогии
Ситуации, что монарх одного суверенного государства одновременно управляет другим, случались в истории Европы. С 1397 по 1523 годы просуществовала Кальмарская уния − объединение в личную унию королевств Дании, Норвегии, Швеции. Во время написания Гамлета существовала Датско-норвежская уния (1536 по 1814). После смерти королевы Елизаветы I в 1603 году правителем Англии стал Яков I, король Шотландии.

## Параллели между Фортинбрасом и Гамлетом
Так же, как и Гамлет, Фортинбрас действует под влиянием смерти своего отца. И Фортинбрас, и Гамлет носят те же имена, что и их отцы. С другой стороны, их характеры резко различаются. Гамлет колеблется, долго раздумывает перед принятием решений. Фортинбрас импульсивен и скор на руку. Зная, что отец погиб в честном поединке, он отказывается от прямой мести. Гамлет, как и Лаэрт, отмщает за смерть отца, но мораль того времени, считавшая месть формой убийства, считала месть оправданной лишь в случае смерти отмстившего. Фортинбрас, избегающий активной роли, эффективно отмщает за своего отца и остаётся жить.